# Idaea subochraria
Idaea subochraria là một loài bướm đêm trong họ Geometridae.